# Warszewiczia uxpanapensis
Warszewiczia uxpanapensis là một loài thực vật có hoa trong họ Thiến thảo. Loài này được (Lorence) C.M.Taylor mô tả khoa học đầu tiên năm 2001.